# Angola nos Jogos Olímpicos de Verão de 1996
Angola competiu nos Jogos Olímpicos de Verão de 1996 em Atlanta, Estados Unidos da América.

## Desempenho

### Andebol
Feminino
| Equipe | Fase de grupos                                                     | Fase de grupos | Semifinal              | Final                                           | Pos. |
| Equipe | Adversário e resultado                                             | Pos.           | Adversário e resultado | Adversário e resultado                          | Pos. |
| --- | ------------------------------------------------------------------ | -------------- | ---------------------- | ----------------------------------------------- | ---- |
| Anica Neto Maria Gonçalves Filomena Trindade Domingas Cordeiro Maura Faial Aña Bela Joaquim Lili Webba-Torres Palmira de Almeida Luzia María Bizerra Justina Praça Lia Paulo Mária Eduardo Elisa Peres | NOR Noruega D 18–30 KOR Coreia do Sul D 19–25 GER Alemanha D 12–27 | 4º (gr. B)     |                        | Disputa do 7º lugar: USA Estados Unidos V 24–23 | 7º   |

### Atletismo
Masculinos
| Atleta        | Prova  | Eliminatórias | Eliminatórias | Quartos-de-final | Quartos-de-final | Semifinal   | Semifinal   | Final       | Final       |
| Atleta        | Prova  | Res.          | Pos.          | Res.             | Pos.             | Res.        | Pos.        | Res.        | Pos.        |
| ------------- | ------ | ------------- | ------------- | ---------------- | ---------------- | ----------- | ----------- | ----------- | ----------- |
| João N'Tyamba | 1500 m | 3:46.41       | 9º/bat.2      |                  |                  | Não avançou | Não avançou | Não avançou | Não avançou |

Femininos
| Atleta              | Prova | Eliminatórias | Eliminatórias | Quartos-de-final | Quartos-de-final | Semifinal   | Semifinal   | Final       | Final       |
| Atleta              | Prova | Res.          | Pos.          | Res.             | Pos.             | Res.        | Pos.        | Res.        | Pos.        |
| ------------------- | ----- | ------------- | ------------- | ---------------- | ---------------- | ----------- | ----------- | ----------- | ----------- |
| Guilhermina da Cruz | 200 m | 24.92         | 7º/bat.4      | Não avançou      | Não avançou      | Não avançou | Não avançou | Não avançou | Não avançou |
| Guilhermina da Cruz | 400 m | 55.42         | 7º/bat.5      | Não avançou      | Não avançou      | Não avançou | Não avançou | Não avançou | Não avançou |

### Basquetebol
Masculinos
| Equipe | Fase de grupos                                                                                              | Fase de grupos | Quartos-de-final       | Semifinal                                          | Final                                           | Pos. |
| Equipe | Adversário e resultado                                                                                      | Pos.           | Adversário e resultado | Adversário e resultado                             | Adversário e resultado                          | Pos. |
| --- | --- | -------------- | ---------------------- | -------------------------------------------------- | ----------------------------------------------- | ---- |
| Edmar Victoriano Aníbal Moreira Ângelo Victoriano Benjamim Ucuahamba Honorato Trosso Victor de Carvalho Herlander Coimbra Justino Victoriano David Dias Benjamim João Romano José Carlos Guimarães | CHN China D 67–70 USA Estados Unidos D 54–87 CRO Croácia D 48–71 LTU Lituânia D 49–85 ARG Argentina D 62–66 | 6º (gr. A)     |                        | Disputa do 9º ao 12º lugar: PUR Porto Rico D 67–76 | Disputa do 11º lugar: KOR Coreia do Sul D 61–99 | 12º  |

### Natação
Femininos
| Atleta     | Prova        | Eliminatórias | Eliminatórias | Final       | Final       |
| Atleta     | Prova        | Tempo         | Pos.          | Tempo       | Pos.        |
| ---------- | ------------ | ------------- | ------------- | ----------- | ----------- |
| Nádia Cruz | 100 m bruços | 1:16.62       | 43º           | Não avançou | Não avançou |
| Nádia Cruz | 200 m bruços | 2:44.24       | 37º           | Não avançou | Não avançou |

### Tiro
Masculinos
| Atleta       | Prova          | Eliminatória | Eliminatória | Final       | Final       |
| Atleta       | Prova          | Pts.         | Pos.         | Pts.        | Pos.        |
| ------------ | -------------- | ------------ | ------------ | ----------- | ----------- |
| Paulo Morais | Fossa olímpica | 115          | 45º          | Não avançou | Não avançou |